# Битва при Чашниках (1567)
Битва при Чашниках — битва, яка відбулась влітку 1567 року на річці Улла біля Чашників між військами Великого князівства литовського і московським корпусом воєводи Петра Срібного.

## Лівонська війна
Під час Лівонської війни Московське князівство зміцнювала старі та будувала нові фортеці на окупованих землях Великого князівства литовського. У липні 1567 князь Петро Оболенський, Юрій Такмаков і татарський князь Амурат зі своїм військом, переправилися через річку Двіна, щоб забезпечити будівництво нової фортеці (на півдні від Полоцька).
Роман Санґушко зібрав близько 2000 солдатів і після розвідки пішов у похід проти московської армії

## Битва
У ніч на 21 липня 100 воїнів легкої кінноти напали на фронтову сторону і розбили її. Вміло використовуючи свої знання про місцевість, вони раптово атакували табір, піхота швидко розсипала дерев'яну огорожу, а кіннота, штурмувала табір. За короткий час московська армія була майже повністю розгромлена. Дуже багато солдатів і обоз потрапили у полон, було звільнено з полону воїнів Великого князівства литовського та селян.

## Наслідки
Після поразки фортецю все одно продовжили будувати. Сангушко не наважився штурмувати фортецю, тому, що не мав артилерії. Тому Сангушко не допускав приходу підкріплення до фортеці з Полоцька.
В середині вересня 1567 князь Роман дізнався від своєї розвідки про нове російське військо, яке було направлено з Полоцька до фортеці. Цим військом керував воєвода князь Осип Щербатий і його заступник князь Юрій Барятинський(6000). Разом з ними йшов татарський загін Сеіт-Мурзи(3000).
Після точної розвідки Сангушко зі своїм тепер вже новим військом(3000) несподівано напав на ворога, який був розгромлений в короткому бою. Обидва російських воєводи були взяті в полон, а весь обоз з 1300 возів узятий як трофей.